# Різногілочник рівнокрилий
Різногілочник рівнокрилий (Heterocladium heteropterum) — вид мохів порядку гіпнобрієвих (Hypnales).

## Поширення
Ареал охоплює такі частини світу: Європа, Північна Америка.

## Характеристика

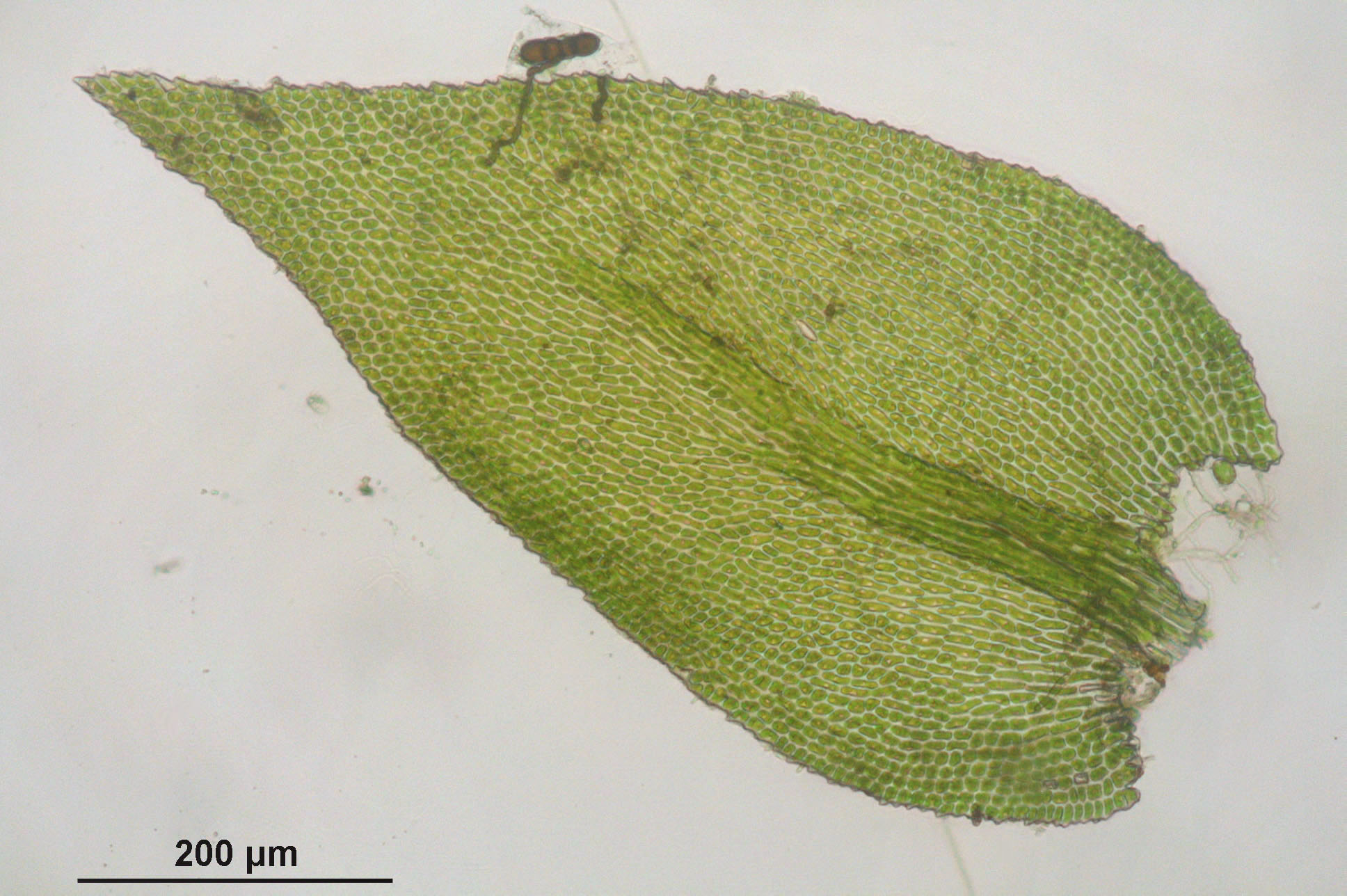